# Мангистауска област
Мангистауска област (каз. Маңғыстау облысы, рус. Мангистауская область) се налази на западном делу Казахстана. Главни град области је Актау. Број становника области је 596.706 по попису из 2013.